# Luffness House
A Luffness House é um castelo localizado em Aberlady, East Lothian, Escócia.

## História
Foram encontrados túmulos juntamente com as antigas fundações de um castelo possivelmente pilhado em 1548, contém um painel com data e iniciais do construtor, Sir Patrick Hepburn e esposa, Isobel.
Encontra-se classificado na categoria "A" do "listed building" desde 5 de fevereiro de 1971.